# 駒村康平
駒村 康平（こまむら こうへい、1964年9月17日 - ）は、日本の経済学者。専攻は社会政策。慶應義塾大学経済学部教授。生活経済学会副会長。

## 略歴
千葉県出身。1983年 東海大学付属浦安高等学校・中等部卒業。1988年 中央大学経済学部経済学科卒業、通商産業省入省 国家公務員II種採用。1991年 通産省退職。
1993年 社会保障研究所研究員。1995年 慶應義塾大学大学院経済学研究科博士課程単位取得満期退学。1996年 国立社会保障・人口問題研究所研究員。
1997年 駿河台大学経済学部助教授。2000年 東洋大学経済学部助教授。2005年 東洋大教授、東洋大学博士 (経済学）。2007年 慶應義塾大学経済学部教授。2019年 生活経済学会副会長。

## 著書

### 単著
- 『福祉の総合政策』（創成社, 2001年／新訂版, 2003年／新訂2版, 2004年／新訂3版, 2005年／新訂4版, 2008年／新訂5版,2011年）
- 『年金はどうなる――家族と雇用が変わる時代』（岩波書店, 2003年）
- 『大貧困社会』（角川・エス・エス・コミュニケーションズ［角川SSC新書］, 2009年）
- 『年金を選択する―参加インセンティブから考える』（慶應義塾大学出版会, 2009年)
- 『日本の年金』（岩波新書, 2014年)
- 『中間層消滅』（角川新書, 2015年）

### 共著
- （渋谷孝人・浦田房良）『年金と家計の経済分析』（東洋経済新報社, 2000年）

### 編著
- 『年金改革――安心・信頼のできる年金制度改革』（社会経済生産性本部生産性労働情報センター, 2005年）
- 『次世代のための家族政策の確立に向けて――家族支援政策は包括的な視点で再構築を』（社会経済生産性本部, 2007年）
- 『年金を選択する――参加インセンティブから考える』（慶應義塾大学出版会, 2009年）

### 共編著
- （広井良典）『アジアの社会保障』（東京大学出版会, 2003年）
- （城戸喜子）『社会保障の新たな制度設計――セーフティ・ネットからスプリング・ボードへ』（慶應義塾大学出版会, 2005年）
- （清家篤・山田篤裕）『労働経済学の新展開』（慶應義塾大学出版会, 2009年）

### 訳書
- A・シグノー『家族の経済学』（多賀出版, 1997年）